# Vedsted Sogn (Haderslev Kommune)
 For alternative betydninger, se Vedsted Sogn. (Se også artikler, som begynder med Vedsted Sogn)
Vedsted Sogn er et sogn i Haderslev Domprovsti (Haderslev Stift).
Vedsted Sogn hørte til Gram Herred i Haderslev Amt. Vedsted sognekommune blev ved kommunalreformen i 1970 indlemmet i Vojens Kommune, der ved strukturreformen i 2007 indgik i Haderslev Kommune.
I Vedsted Sogn ligger Vedsted Kirke.
I sognet findes følgende autoriserede stednavne:
- Abkær (bebyggelse, ejerlav)
- Abkær Mose (areal)
- Arnitlund (bebyggelse, ejerlav)
- Buskhuse (bebyggelse)
- Hytterkobbel (areal)
- Høgelund (bebyggelse, ejerlav)
- Lille Vedbøl (bebyggelse)
- Over Jerstal (bebyggelse, ejerlav)
- Pothøj (areal)
- Rudbæk (landbrugsejendom)
- Rygbjerg (bebyggelse)
- Skovballe (bebyggelse)
- Skovby (bebyggelse, ejerlav)
- Skovbylund (bebyggelse)
- Stengelmose (bebyggelse)
- Torsbjerg (bebyggelse)
- Ustrup (bebyggelse, ejerlav)
- Vedbøl (bebyggelse, ejerlav)
- Vedsted (bebyggelse)

## Afstemningsresultat
Folkeafstemningen ved Genforeningen i 1920 gav i Vedsted Sogn 954 stemmer for Danmark, 105 for Tyskland. Af vælgerne var 150 tilrejst fra Danmark, 47 fra Tyskland.